# Танковая дивизия «Фельдхернхалле 1»
Танковая дивизия «Фельдхернхалле» (нем. Panzer-Division «Feldherrnhalle») — тактическое соединение сухопутных войск вооружённых сил нацистской Германии. Принимала участие во Второй мировой войне.
До декабря 1944 года Моторизованная дивизия «Фельдхернхалле»; с 1 марта 1945 года «Фельдхернхалле 1»).

## Боевой путь
Дивизия была создана в южной Франции как наследница уничтоженной в Сталинградском котле 60-й моторизованной дивизии; 17 февраля 1943 года формирование начал её эвакуированный командир, генерал-лейтенант Отто Колерман. Получила своё название «Зал полководцев» в честь мюнхенского мемориала Фельдхернхалле, построенного по приказу короля Баварии Людвига I в Мюнхене и известного тем, что рядом с ним произошли столкновения нацистов и баварской полиции во время Пивного путча 1923 года.
Летом 1943 года в состав дивизии был введён 271-й пехотный полк «Фельдхернхалле» из 93-й пехотной дивизии. В августе 1943 года дивизия была передислоцирована в район Ниццы для замены итальянской дивизии. В конце года дивизия «Фельдхернхалле» была направлена на Восточный фронт. Она хорошо проявила себя в боях сначала под Витебском, затем под Нарвой, прикрывая отступление группы армий «Север». В июне 1944 года дивизия была направлена на поддержку группы армий «Центр», против которой проводилась операция «Багратион». Она не смогла предотвратить катастрофу и в июле была разгромлена между Оршой и Могилёвом.
Дивизия «Фельдхернхалле» второго формирования начала подготовку 19 июля 1944 года в Эстергоме, Венгрия. К ноябрю в её составе находились 8000 человек, 25 танков Pz IV и Pz V, дивизион самоходных гаубиц «Хуммель». В этом месяце дивизия вступила в сражение за Будапешт, в феврале 1945 года лишь очень немногие её подразделения смогли вырваться из венгерской столицы.
В марте 1945 года третье формирование дивизии было создано в Словакии из уцелевших частей «Фельдхернхалле», 182-й и 711-й пехотных дивизий. В апреле дивизия «Фельдхернхалле 1» сражалась в Словакии и Моравии, а закончила войну в котле к востоку от Праги.

## Командующие
- Генерал-лейтенант Отто Колерман (17 февраля 1943 — 2 февраля 1944)
- Полковник Альберт Хенце (2 февраля — 3 апреля 1944)
- Генерал-майор Фридрих Карл фон Штайнкеллер (3 апреля — 1 сентября 1944)
- Генерал-майор Гюнтер Папе (1 сентября 1944 — 8 мая 1945)

## Боевой состав

### Первое формирование
- Танковый полк «Фельдхернхалле» (с февраля 1944)
  - 1-й батальон (с февраля 1944)
  - 2-й батальон (с декабря 1943)
- Пехотный полк «Фельдхернхалле» (3 батальона; бывший 271-й пехотный полк 93-й пехотной дивизии)
- Фузилёрный полк «Фельдхернхалле» (3 батальона; бывший 120-й моторизованный полк 60-й моторизованной дивизии)
- Артиллерийский полк «Фельдхернхалле» (3 дивизиона; бывший 160-й моторизованный артиллерийский)
- Дивизион истребителей танков «Фельдхернхалле» (штаб и 1 рота; бывший 160-й танковый батальон)
- Разведывательный батальон «Фельдхернхалле» (бывший 160-й)
- Зенитный артиллерийский дивизион «Фельдхернхалле» (с 17 июля 1943; бывший 282-й зенитно-артиллерийский дивизион)

### Второе формирование
- Танковый полк «Фельдхернхалле»
- Моторизованный полк «Фельдхернхалле»
- Артиллерийский полк «Фельдхернхалле»
- Разведывательный батальон «Фельдхернхалле»
- Дивизион истребителей танков «Фельдхернхалле»
- Сапёрный батальон «Фельдхернхалле»
- Батальон связи «Фельдхернхалле»

## Награждённые Рыцарским крестом Железного креста (11)
- Эрих Обервёрманн, 7.2.1944 — капитан, командир танкового батальона «Фельдхернхалле»
- Вильгельм Шёнинг, 7.2.1944 — майор резерва, командир 1-го батальона фузилёрного полка «Фельдхернхалле»
- Герберт Бергер, 12.3.1944 — обер-фельдфебель, командир взвода 10-й роты моторизованного полка «Фельдхернхалле»
- Ганс-Арно Остермайер, 23.8.1944 — капитан резерва, командир боевой группы дивизии «Фельдхернхалле»
- Иоахим-Хельмут Вольф, 21.1.1945 — оберстлейтенант, командир моторизованного полка «Фельдхернхалле»
- Курт Редер, 21.1.1945 — обер-лейтенант резерва, командир 1-го батальона моторизованного полка «Фельдхернхалле»
- Хелльмут Бунге, 1.2.1945 — капитан, командир 2-го батальона моторизованного полка «Фельдхернхалле»
- Иоганн Штиглер, 1.2.1945 — обер-фельдфебель, командир взвода дивизиона истребителей танков «Фельдхернхалле»
- Эмиль Ульрих, 7.2.1945 — унтер-офицер, командир отделения 5-й роты моторизованного полка «Фельдхернхалле»
- Хайнц Хамель, 14.2.1945 — обер-лейтенант резерва, командир 5-й роты моторизованного полка «Фельдхернхалле»
- Ганс-Георг Фернау, 4.5.1945 — капитан, командир 1-го батальона моторизованного полка «Фельдхернхалле» (награждение не подтверждено)